# Stèle no 1 de La Mojarra

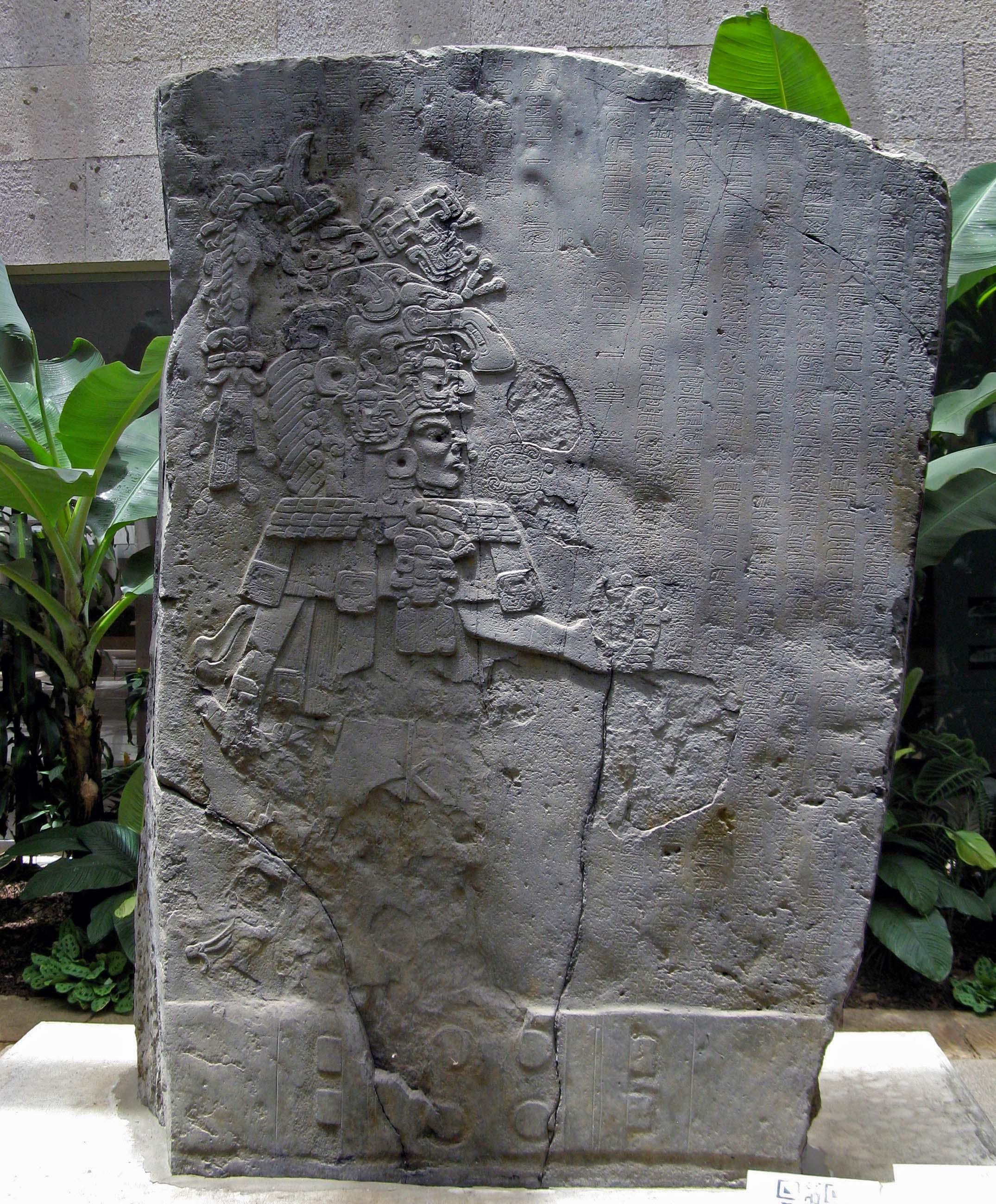
Stèle de la Mojarra comportant une date en compte long.

La stèle n°1 de La Mojarra est un monument précolombien mésoaméricain de l'époque préclassique tardif, daté du deuxième siècle après J.C., vers 156 EC (ère commune), et de culture épi-olmèque. Son nom lui vient du lieu de sa découverte près du village de La Mojarra, dans l'État de Veracruz au Mexique, non loin du site archéologique de Tres Zapotes. 
Il s'agit d'un bloc de basalte d'un poids de quatre tonnes et d'une hauteur de 234 cm. L'un des côtés du bloc est occupé par un bas-relief présentant le portrait en pied d'un homme à la coiffe et au costume très élaborés. Et sur l'ensemble de ses faces, il présente plus de 500 glyphes d'une écriture épi-olmèque ou isthmique aujourd'hui encore partiellement déchiffrée.

## Découverte
Ce monument est remarquable à plus d'un égard, à commencer par les circonstances de sa « découverte ». Son existence au bord de la rivière Acula était connue depuis longtemps. À cause de l'érosion de la berge, il était tombé dans la rivière. En 1986, il fut récupéré et amené au nouveau Musée d'Anthropologie de Xalapa, où il resta conservé dans les caves pendant deux ans. Un étudiant qui était chargé de nettoyer la stèle, remarqua alors qu'elle était couverte de glyphes entourant une figure humaine. Les circonstances de cette « découverte » ont suscité de nombreuses controverses. Il semble maintenant[Quand ?] bien établi qu'il ne s'agit pas d'un faux, mais bien d'un document capital pour l'étude des systèmes d'écritures mésoaméricains[réf. souhaitée].

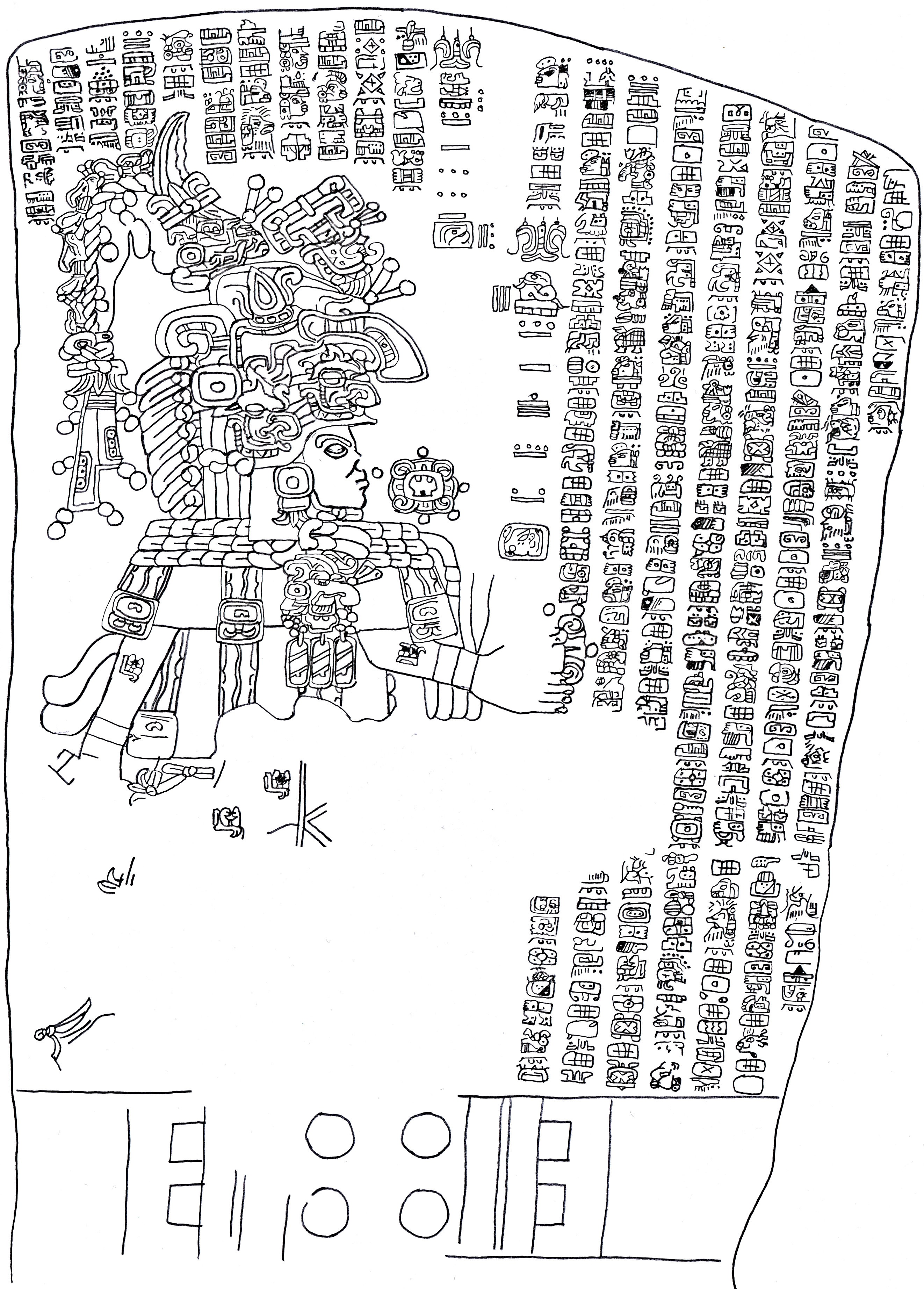
Schéma de la stèle 1 de La Mojarra.
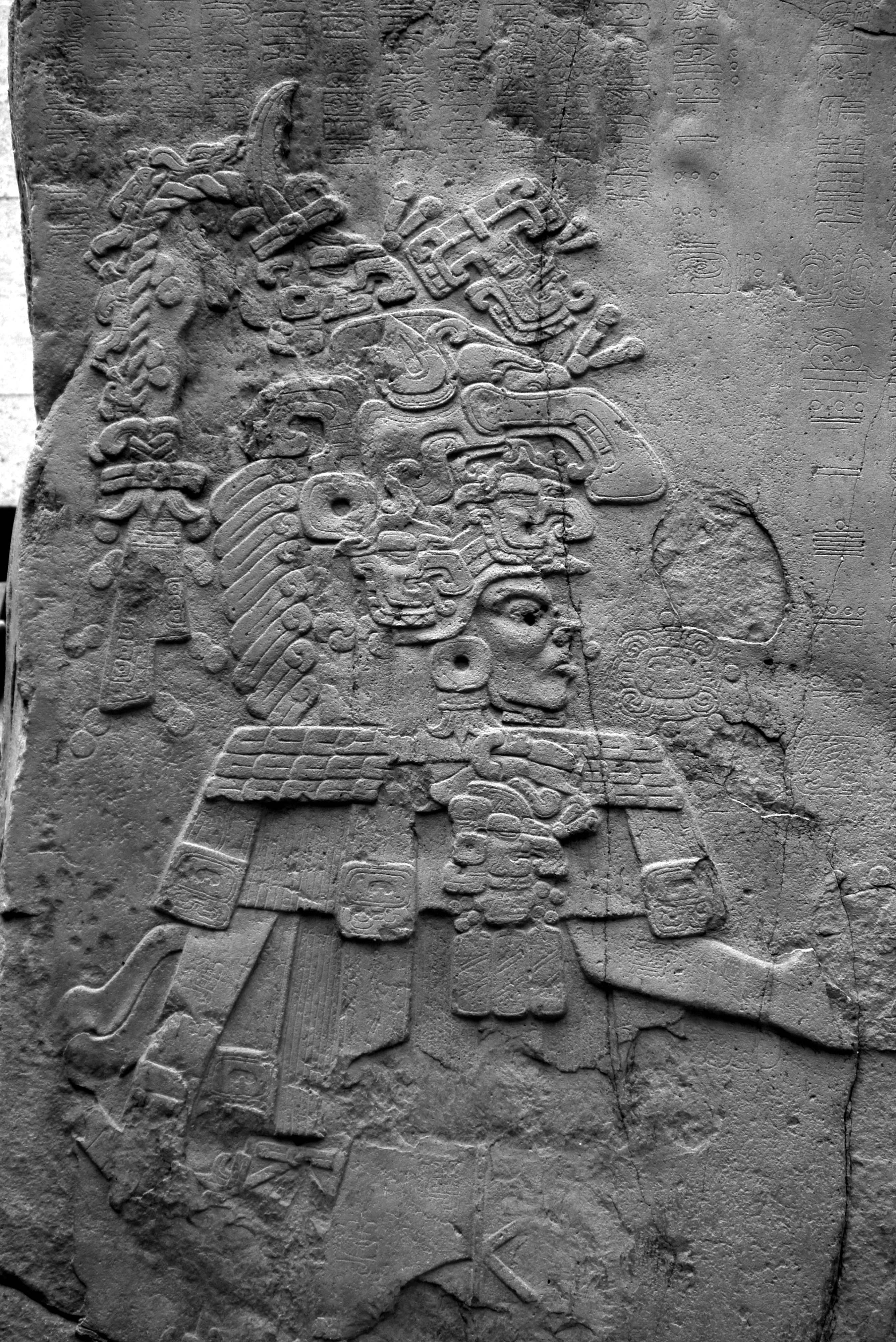
Personnage central en bas-relief.
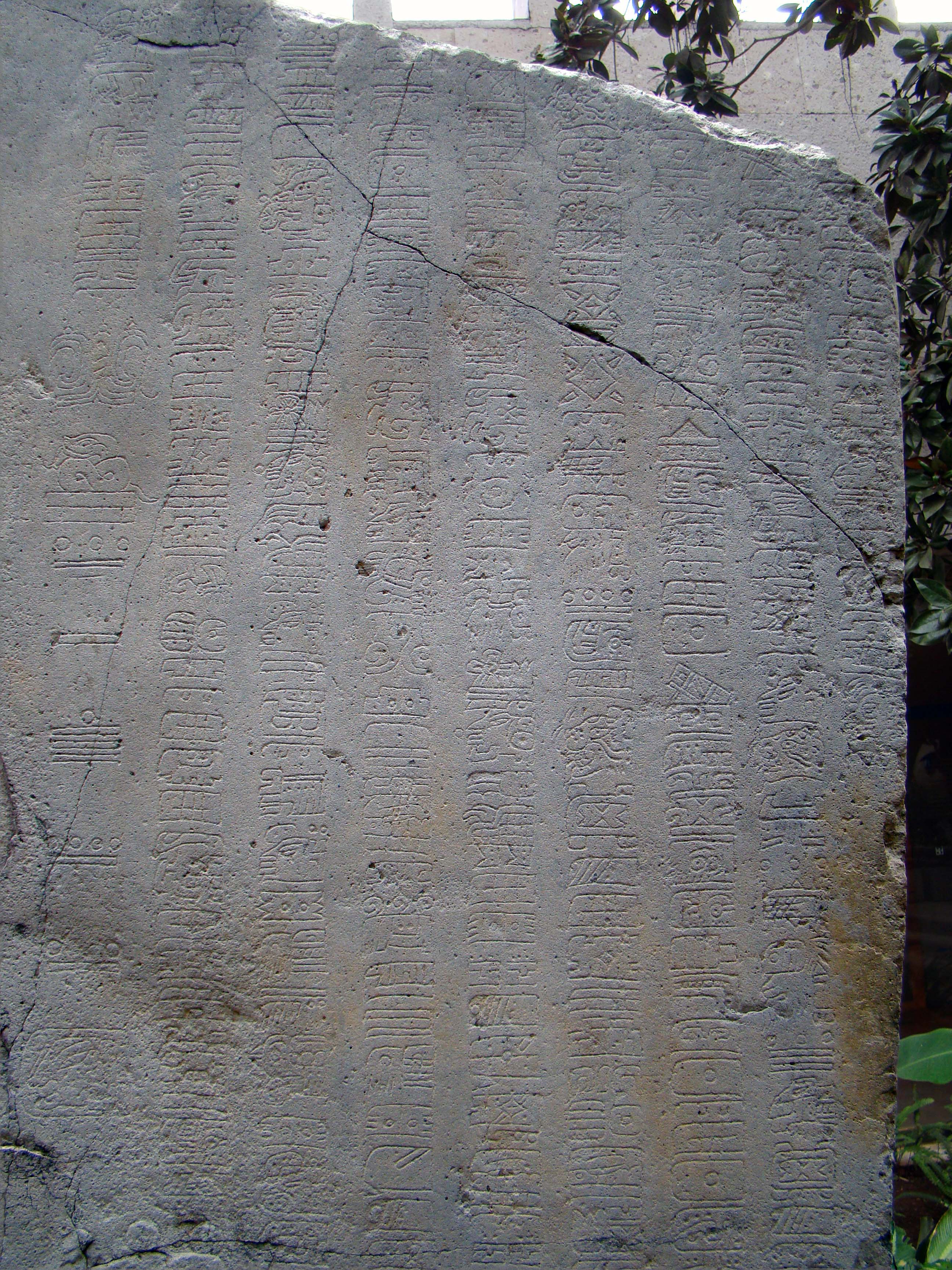
Détail des inscriptions sur Stèle 1 de La Mojarra (vu d'en haut).
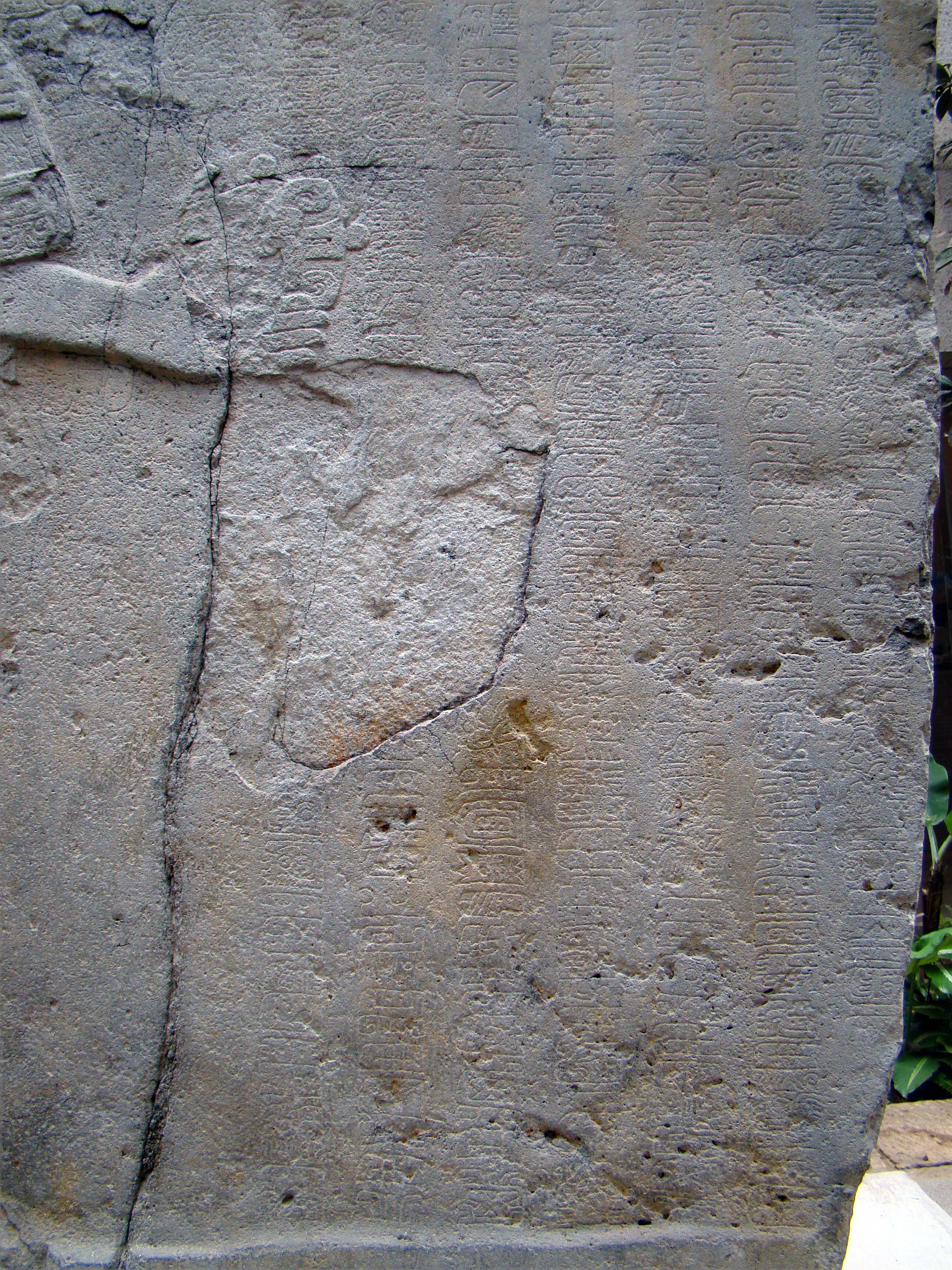
Détail des inscriptions sur Stèle 1 de La Mojarra (Vue de dessous).

## Texte
Constitué d'environ 535 glyphes répartis sur 21 colonnes, le texte est le plus long parmi le corpus de l'écriture épi-olmèque, parfois aussi appelée écriture isthmique, parce que la plupart des textes ont été découverts dans l'isthme de Tehuantepec. Les deux autres textes les plus connus de ce type d'écriture sont ceux de la statuette de Tuxtla et de la stèle C de Tres Zapotes. En 1993, deux chercheurs, John Justeson et Terrence Kaufman  ont affirmé dans un article du magazine Science qu'ils étaient parvenus à déchiffrer partiellement le texte. Il s'agirait d'une écriture logosyllabique qui transcrirait du « pré-proto-Zoque », une forme précolombienne d'un groupe de langues encore parlé dans l'isthme de Tehuantepec.
Après la découverte en 2004 d'un nouveau texte en écriture épi-olmèque sur un masque de style Teotihuacan provenant d'une collection privée, deux autres épigraphistes, Stephen Houston et Michael D. Coe ont mis en doute le déchiffrement de Justesson et Kaufman. Les opinions des spécialistes sont tellement partagées qu'il est toujours impossible de trancher. La stèle comporte deux dates en compte long, qui correspondent à 143 et 156 EC, ce qui nous permet de dater la stèle vers 156 EC ou peu après.